# KNRM Lifeguard

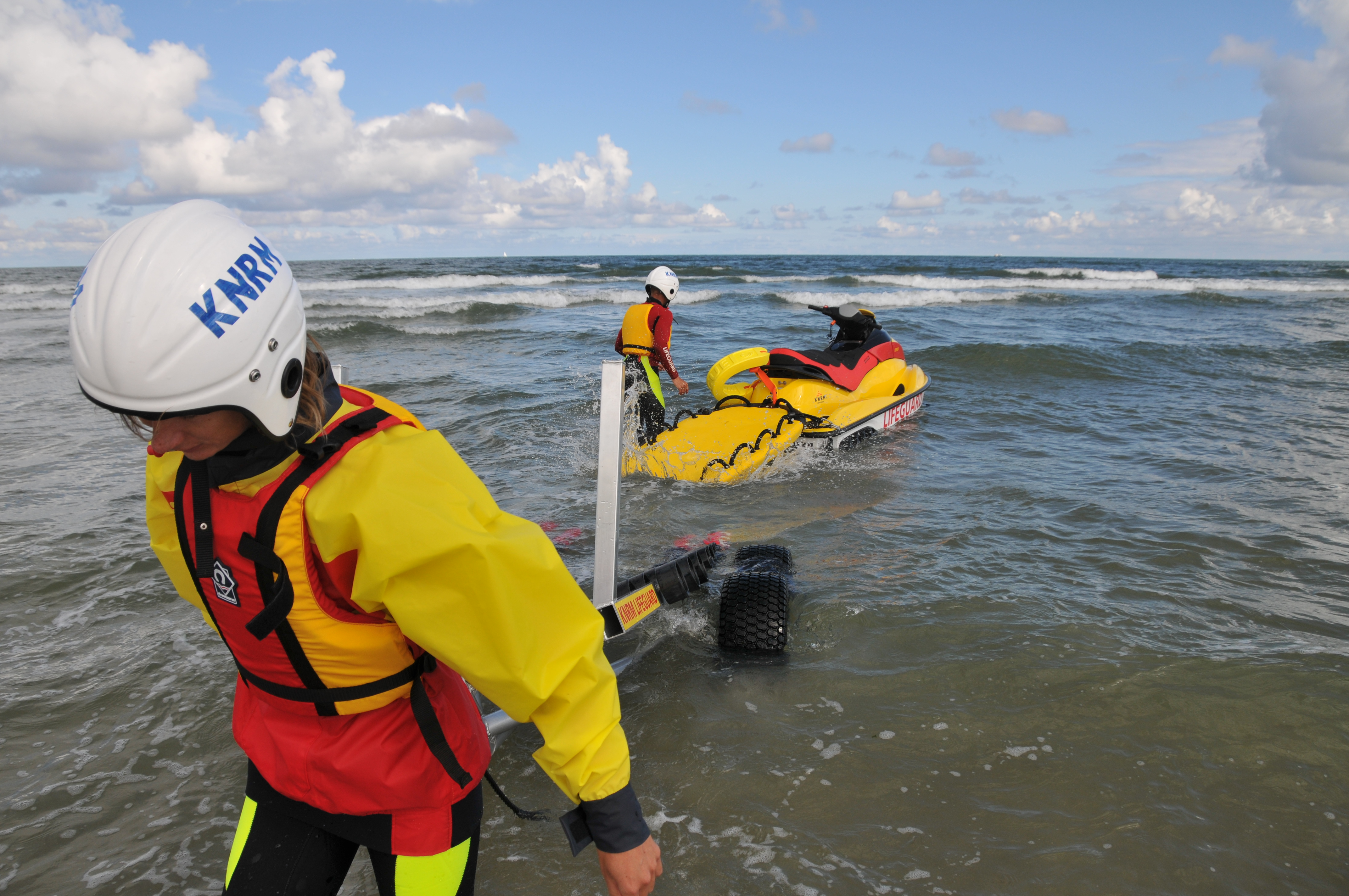
KNRM Lifeguards in actie

KNRM Lifeguards zijn strandwachten die hun werk doen onder de verantwoordelijkheid van de Koninklijke Nederlandse Redding Maatschappij, de KNRM. Zij houden met een vakantiebaan tijdens de zomermaanden (van 6 juli 2019 tot 1 september 2019) overdag continu toezicht aan de waterlijn, in een met vlaggen gemarkeerd zwemgebied.
Het toezicht wordt uitgeoefend op de stranden van de waddeneilanden Vlieland, Terschelling, Ameland en Schiermonnikoog. Rood-gele vlaggen geven duidelijk de bewakingsgebieden aan. Daarbuiten kunnen de lifeguards ook optreden als dat noodzakelijk is. Op de andere bewaakte Nederlandse stranden voeren reddingsbrigades dezelfde taak uit.
De KNRM trekt jaarlijks voor deze taak zo'n 100 betaalde strandwachten aan om het gehele zomerseizoen over voldoende toezichthouders te beschikken. De strandwachten krijgen een opleiding voor het RLSS diploma 'Beach Lifeguard' dat ook in een aantal andere landen wordt erkend (ILS).
In de zomer van 2018 kwamen de lifeguards van de KNRM op Vlieland, Terschelling, Ameland en Schiermonnikoog 1.175 keer in actie waarvan 1.045 keer voor kleine EHBO-hulpverleningen zoals schaafwondjes of kwallenbeten en 28 keer voor gevallen waar een ambulance, arts of traumahelikopter aan te pas moest komen. Daarnaast zijn vijftien reddingen verricht van zwemmers en watersporters en zijn 33 vermiste kinderen of volwassenen herenigd met familie.

## Geschiedenis
De strandbewaking op de genoemde Waddeneilanden wordt verzorgd door de KNRM in opdracht van de gemeente, die het grootste deel van de kosten vergoedt. De eerste KNRM Lifeguards begonnen in 2010 op Terschelling met drie posten: Paal 8, Midsland en Formerum. In 2011 kwamen daar Schiermonnikoog met één post - de Marlijn - en Vlieland met twee posten: 't Badhuys en bij camping Stortemelk bij. In 2012 werden vier posten op Ameland ingericht: Hollum, Ballum, Nes en Buren. Wanneer het nodig is wordt assistentie gevraagd van andere instanties zoals bijvoorbeeld de reddingboten van de KNRM. Voor de strandbewaking langs het Wassenaarse Slag ondersteunt de KNRM de Wassenaarse Reddingsbrigade met opleidingen en materieel.

## Materieel

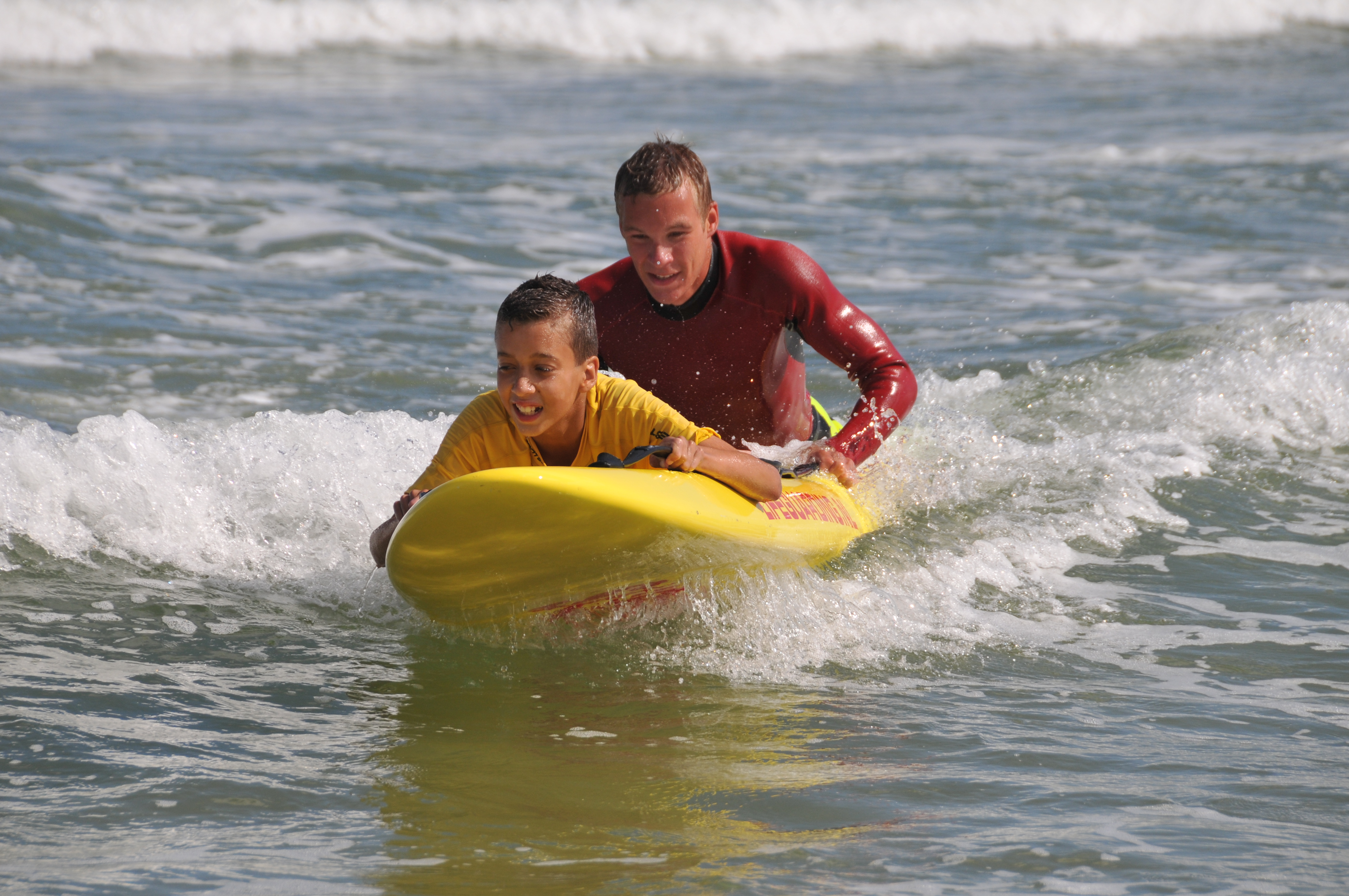
Een geredde op de surfplank

De lifeguards beschikken over reddingsmaterialen zoals de rescue tube en het rescue board. Op sommige posten zijn reddingwaterscooters en 4WD terreinwagens beschikbaar. De KNRM draagt zorg voor de begeleiding bij het gebruik en het onderhoud ervan. Alle posten zijn voorzien van een AED- en EHBO-koffers.